# 文德里 (高雄市)
文德里是位於台灣高雄市鳳山區北側的里。於1985年由文山里分拆出來，後來在1998年從文德里中又再拆分出文福里與文衡里。2023年1月人口為10,016人。屬於文教區。